# Голицын, Анатолий Михайлович
Анатолий Михайлович Голицын (1926—2008) — советский разведчик, перебежчик из КГБ (1961) и автор двух книг по стратегии длительного обмана, разработанной руководством КГБ (изд. 1984 и 1995). Передал ЦРУ большие объёмы секретной информации о большинстве отделов резидентур в Хельсинки и других городах, а также о методах вербовки и кураторства агентов КГБ. Почётный командор ордена Британской империи, получил гражданство США в 1984 году.
Персонаж романа Юриса «Топаз» (1967) и одноимённого фильма Хичкока (1969).

## Биография
Голицын работал в отделе стратегического планирования КГБ. В 1961 году под именем «Иван Климов» он был назначен в советское посольство в Хельсинки в качестве атташе. Он со своей женой и дочерью 15 декабря 1961 года вошёл в контакт с ЦРУ и сел в поезд на Хапаранду на финско-шведской границе, откуда был переправлен в США через Стокгольм, после чего предоставил важные сведения Джеймсу Энглтону, директору контрразведки ЦРУ. В январе 1962 года КГБ направил в 54 резидентуры по всему миру инструкции о действиях, необходимых для минимизации ущерба от предательства Голицына. Все встречи с важными агентами должны были быть приостановлены.
Голицын предоставил информацию о многих известных советских агентах, включая Кима Филби, Доналда Маклейна, Гая Бёрджесса, Джона Вассала, двойного агента Александра Копацкого, который работал в Германии, и других. Не имея возможности идентифицировать некоторых агентов по имени, таких как Филби, Голицын предоставил достаточно информации, чтобы было возможно определить подозреваемых. Таким образом, бегство Голицына в 1961 году положило начало процессу разоблачения Филби как советского шпиона.
Голицын стал фигурой, вызвавшей значительные разногласия в западном разведывательном сообществе. Военный писатель генерал сэр Джон Хэкетт и бывший директор контрразведки ЦРУ Джеймс Энглтон назвали Голицына «самым ценным перебежчиком, когда-либо достигшим Запада». Тем не менее, официальный историк MI5 Кристофер Эндрю описал его как «ненадежного теоретика заговора». Эндрю считал, что, хотя разведывательные данные, предоставленные Голицыным, были надёжными, некоторые из его глобальных политических оценок советской стратегии и стратегии КГБ сомнительны. Доверие Энглтона к Голицыну привело к масштабным, но безрезультатным поискам советского агента в ЦРУ. В ходе проверки показаний Голицына американская разведка была на несколько лет почти парализована. В результате необоснованных подозрений были уволены ценные сотрудники, а другой советский перебежчик, Юрий Носенко, более двух лет содержался без суда и следствия в одиночной камере в тяжёлых условиях, так как был заподозрен в том, что является двойным агентом

## Обвинения Гарольда Вильсона
Голицын утверждал, что Гарольд Вильсон (тогдашний премьер-министр Соединённого Королевства) был информатором КГБ и агентом влияния. Это подкрепляло уже существующие теории заговора в британских службах безопасности, касающиеся Вильсона. Будучи президентом Совета по торговле в конце 1940-х годов, Вильсон находился в торговых миссиях в СССР и был в хороших отношениях с Анастасом Микояном и Вячеславом Молотовым. Он продолжил эти отношения, когда лейбористы стали оппозицией, и, согласно материалам из архива Митрохина, его знания британской политики были высоко оценены КГБ.
Голицын также обвинил КГБ в отравлении Хью Гейтскелла, предшественника Вильсона на посту лидера Лейбористской партии, для того, чтобы освободить место для Вильсона. Гейтскелл умер после внезапного приступа красной волчанки, аутоиммунного расстройства, в 1963 году. Утверждениям Голицына о Вильсоне, в частности, поверил старший офицер контрразведки МИ-5 Питер Райт. Хотя Вильсон неоднократно проверялся МИ-5 и обвинения не находили подтверждения, сотрудники этой службы продолжали полагать, что он был агентом КГБ, и это убеждение сыграло свою роль в конце его политической карьеры.

## Издания
- Мемуары «New Lies for the Old: The Communist Strategy of Deception and Disinformation» (1984) были опубликованы с предисловием, написанным четырьмя американскими и английскими разведчиками, ранее работавшими с Голицыным. Переведены на русский язык в 2022 году.
- «The Perestroika Deception» (1995). Переведена на русский язык (2023).